# Guvernementet Poltava
Guvernementet Poltava var ett guvernement i Kejsardömet Ryssland, i dagens Ukraina, åren 1802–1917.
Det var begränsat i norr av guvernementen Tjernigov, i öster av Kursk och Charkov, i söder av Jekaterinoslav och Cherson, samt i väster av Kiev.
Större delen av befolkningen var ukrainare och guvernementet var jämte Moskva och Podolien det tätast befolkade guvernementet i det egentliga Ryssland. Judarnas antal uppgick till omkring 40 000. Guvernementet Poltava var beläget i det judiska bosättningsområdet i Ryska imperiet.
Landet bildade en vågig, skoglös slätt av 150-180 m höjd över havet; den är i allmänhet mycket bördig, med undantag av några sandiga trakter. Alla floderna tillhörde Dneprs flodområde. Huvudfloden Dnjepr bildar västra gränsen och upptar inom Poltava bifloderna Trubezj, Sula, Psiol, Vorskla och Orel.
Jordbruk och ladugårdsskötsel var huvudnäringar och lämnade betydligt överskott för export. Jämte de vanliga sädesslagen vete, råg och havre odlas oljeväxter och tobak. Trädgårdsskötsel idkades i stor skala, i synnerhet odling av körsbär och plommon, och beredningen av konserverad frukt var en viktig industrigren. I vissa trakter odlades medicinalväxter som specialitet.